# Christophe Léotard
Christophe Léotard es un Gran Maestro por correspondencia francés y el 19.º Campeón del Mundo de ajedrez por correspondencia. Obtuvo 8.5 puntos (+5 =7) en el campeonado (un torneo de categoría XV), que empezó el 20 de abril de 2004.